# Orlinek (województwo kujawsko-pomorskie)
Orlinek – osada w Polsce położona w województwie kujawsko-pomorskim, w powiecie nakielskim, w gminie Mrocza. Miejscowość wchodzi w skład sołectwa Białowieża.
W latach 1975–1998 miejscowość należała administracyjnie do województwa bydgoskiego.
Urodził się tu Bernard Paweł Bzdawka –podporucznik piechoty Wojska Polskiego, cichociemny.